# Mirosław Karpierz
Mirosław Andrzej Karpierz (ur. 1963) – polski naukowiec, profesor nauk fizycznych o specjalności optyka. Profesor zwyczajny na Wydziale Fizyki Politechniki Warszawskiej. Prorektor ds. ogólnych PW w kadencji 2020–2024 i 2024–2028.

## Życiorys
Od 1987 związany z Politechniką Warszawską (PW) jako nauczyciel akademicki. W 1990 na Wydziale Fizyki Technicznej i Matematyki Stosowanej PW obronił pracę doktorską zatytułowaną: Wpływ nieliniowości na transmisyjne i przełączeniowe własności falowodów optycznych, a 15 czerwca 2000 – już na Wydziale Fizyki PW – uzyskał habilitację na podstawie rozprawy pt. Reorientacyjna i kaskadowa nieliniowość optyczna w światłowodach. Tytuł naukowy profesora w dziedzinie nauk fizycznych otrzymał 13 stycznia 2009. W ramach pracy naukowo-badawczej zajmuje się nieliniową optyką i fotoniką, w ukierunkowaniu na zastosowania w światłowodowych systemach przesyłania i przetwarzania informacji oraz w technikach pomiarowych. 
Od 2014 zatrudniony na stanowisku profesora zwyczajnego PW. Senator PW w latach 2005–2008 oraz 2012–2020. Członek Rady Programowej Centrum Studiów Zaawansowanych PW, a w latach 2010–2012 zastępca dyrektora CSZ PW. W latach 1999–2005 prodziekan WF PW, a w kadencjach 2012–2016 i 2016–2020 dziekan tego wydziału. W kadencji 2020–2024 i 2024–2028 prorektor PW ds. ogólnych. 
W kadencji 2016–2020 sekretarz, a od 2020 Przewodniczący Komitetu Fizyki Polskiej Akademii Nauk. W latach 2007–2012 przewodniczący Warszawskiego Oddziału Polskiego Towarzystwa Fizycznego.  

## Wybrane publikacje
- Karpierz M., Podstawy fotoniki, Centrum Studiów Zaawansowanych Politechniki Warszawskiej, Warszawa 2010, ISBN 978-83-61993-04-9.
- Karpierz M., Weinert-Rączka E., Nieliniowa optyka światłowodowa, Wydawnictwa Naukowo-Techniczne, Warszawa 2009, ISBN 978-83-204-3461-3.

## Patenty
- Patent nr 164509 (13 stycznia 1994), Elektrooptyczny przełącznik kierunkowy, współautor[8].
- Patent nr 223885 (15 marca 2016), Sposób całkowicie optycznego pomiaru stałych elastyczności K22 i K33 w nematycznych ciekłych kryształach, współautor[9].
- Patent nr 230107 (14 maja 2018), Sposób całkowicie optycznego sterowania kierunkiem propagacji sygnału optycznego w komórce ciekłokrystalicznej o geometrii klina wypełnionej domieszkowanym chiralnym nematycznym ciekłym kryształem, współautor[10].